# L'aile brisée
L'aile brisée est un roman graphique publié pour la première fois en 2016 en espagnol sous le titre El ala rota et constitue l'envers de l'Art de voler (2009). Les deux ouvrages forment un diptyque où les auteurs, Antonio Altarriba et Kim, passent en revue l'histoire politique espagnole du XXe siècle du point de vue des Espagnols contraints au silence pendant la dictature de Franco.

## Création et processus éditorial
Dans son lit de mort, en 1998, où commence l'Aile brisée, Altarriba découvre que sa mère ne pouvait pas plier ni tendre le bras gauche. « Depuis quand ? », lui demande-t-il. « Depuis toujours », lui répond-t-elle sans plus de détails. Personne de la famille, ni son père, ne s'en est jamais rendu compte. Perplexe, il commence alors à rassembler les pièces du puzzle et conclut qu'il devait s'agir d'une conséquence de la crise paternelle, fou de rage que sa femme adorée soit morte en couches, qui avait failli écraser la tête du nouveau-né avec une pierre (d'où le nom de Petra) . Dans ces circonstances, Petra Ordóñez, mère du scénariste, nait à Pozuelo du Mandat (Valladolid) en 1918.
Cela a donné au scénariste la métaphore pour le titre de L'aile brisée.
« Je ne sais pas comment elle a pu cacher et dissimuler ce handicap toute sa vie. Elle ne s'est jamais plaint. Quand j'étais enfant, elle me disait "tiens-moi le bras", "celui-là", précisait-elle, et sur les photos, elle l'a toujours plié. Cela reflète l'anonymat et le silence dans lesquels vivaient les femmes de sa génération, qui n'accordaient pas d'importance à leur vie, qui ne pensaient pas qu'il fallait la raconter et qui passaient leur temps à s'occuper des autres. Elles étaient invisibles, tout comme elle a rendu ce handicap invisible. Elles sont l'arrière-boutique de l'histoire ».
L'auteur de Moi, assassin dénonce la soumission des femmes au pouvoir masculin dans la société. Il revient aussi sur la chute de la monarchie, la proclamation de la deuxième république, la Guerre civile, la dictature de Franco, l'exil et la Seconde Guerre mondiale.

## Argument
La mère de Petra est morte en donnant naissance à sa fille et, par malheur, son propre père a tenté de la tuer. Depuis lors, le bras de Petra est resté immobile et, dans les derniers jours de sa vie, son fils, Antonio Altarriba, découvre qu'elle l'a gardé secret. Lorsque ses trois frères ont quitté la maison, Petra est restée seule avec son père, un homme turbulent, exalté, passionné de théâtre et à la tête d'une petite troupe amateure, buveur et irascible. Elle s'en est occupée pendant cinq ans à l'âge de 18 ans, alors qu'il était paralysé à la suite d'une bagarre. Elle lui a même sauvé la vie pendant la guerre civile, lorsque des phalangistes l'ont cherché pour lui faire la « promenade » (paseo) parce qu'il était républicain. Après sa mort, elle se rend à Saragosse pour y travailler comme domestique, puis devient gouvernante dans la capitainerie générale à Barcelone, dans la famille du général Juan Bautista Sánchez González, monarchiste convaincu, considéré par le régime comme « mou et mécontent » et qui a refusé de faire descendre les troupes dans la rue lors de la grève des tramways à Barcelone pendant son mandat de capitaine général de Catalogne. Petra a 30 ans lorsqu'elle rencontre Antonio, le père d'Altarriba, revenu de son exil français.

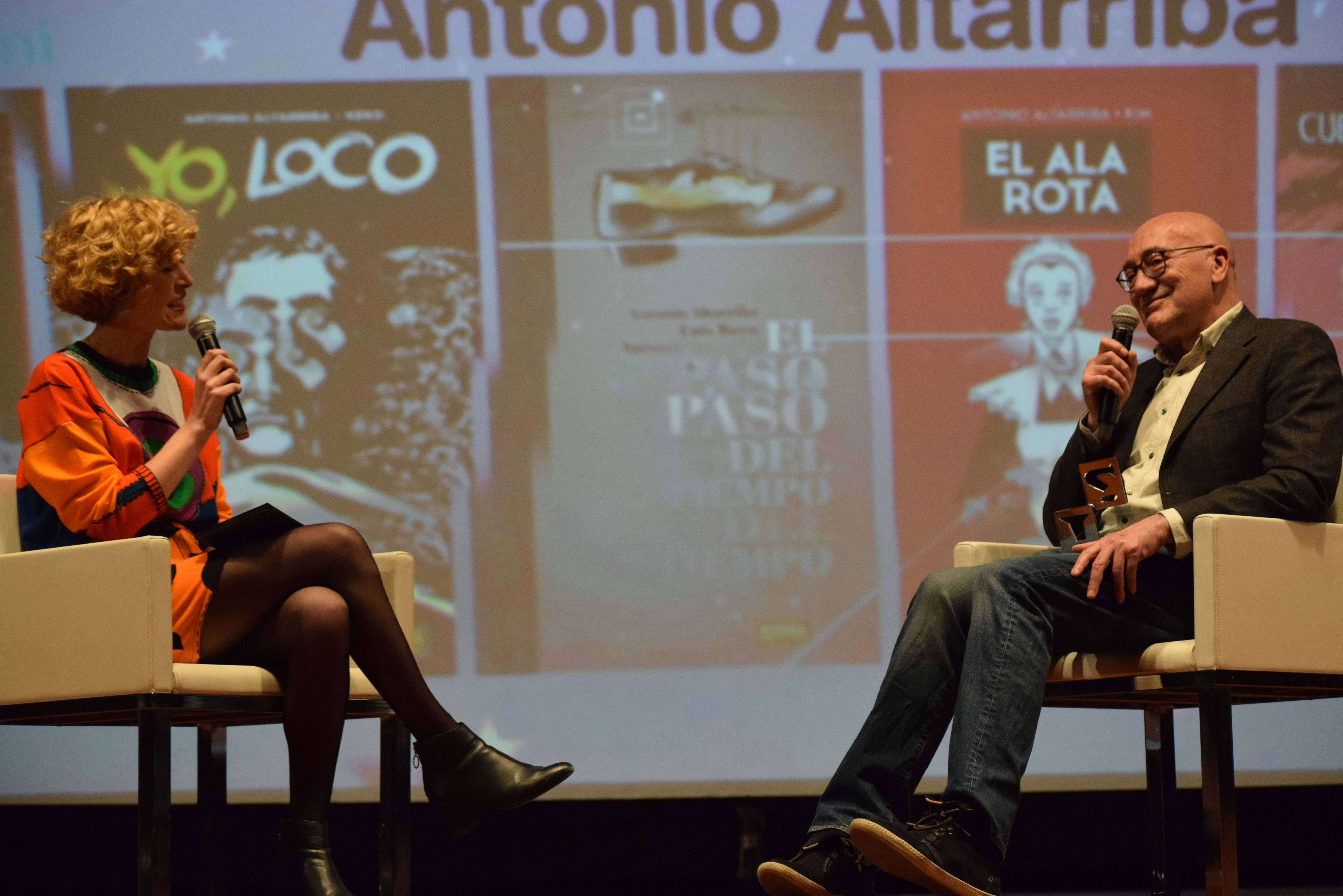
Altarriba interrogé après s'être vu décerner le prix de l'édition 2019 du Salon de Barcelone.

## #Prix
- Expocómic 2014 Meilleure œuvre nationale

- Prix du meilleur scénario au salon de la bande dessinée de Saragosse

- Prix Zona Cómic de la meilleure bande dessinée nationale de 2016 décerné par la CEGAL (Confédération espagnole des guildes et associations de libraires).

- Splash Award 2017, meilleur roman graphique national

### Réception en France
Les critiques à la suite de la traduction en français de ce roman graphique sont excellentes : 
- 4 sur 5 chez BD Gest'[4]
- 7,3 sur 10 chez SensCritique[5]
- 3,9 sur 5 chez Babelio[6]
- 3,5 sur 5 chez BDthèque[7]
- 4,7 sur 5 chez BDFugue[8]
- 4 sur 4 chez PlanetBD[9]
- 4 sur 5 chez Lachasseauxlivres[10]